# Circondario di Catania
Il circondario di Catania era uno dei quattro circondari in cui era suddivisa la provincia di Catania, esistito dal 1861 al 1927.

## Storia
Con l'Unità d'Italia (1861) la suddivisione in province e circondari stabilita dal Decreto Rattazzi fu estesa all'intera Penisola.
Il circondario di Catania fu abolito, come tutti i circondari italiani, nel 1927, nell'ambito della riorganizzazione della struttura statale voluta dal regime fascista.

## Geografia antropica

### Suddivisioni amministrative
Nel 1863, la composizione del circondario era la seguente:
- mandamento I di Adernò
  - Adernò
- mandamento II di Belpasso
  - Belpasso; Camporotondo Etneo; Nicolosi
- mandamento III di Biancavilla
  - Biancavilla
- mandamento IV di Bronte
  - Bronte; Maletto
- mandamento V di Catania (Duomo)
  - parte del comune di Catania
- mandamento VI di Catania (San Marco)
  - parte del comune di Catania
- mandamento VII di Catania (Borgo)
  - parte del comune di Catania
- mandamento VIII di Mascalucia
  - Gravina di Catania; Mascalucia; San Giovanni di Galermo; San Giovanni la Punta; San Gregorio di Catania; San Pietro Clarenza; Sant'Agata li Battiati; Tre Mestieri
- mandamento IX di Misterbianco
  - Misterbianco; Motta Sant'Anastasia
- mandamento X di Paternò
  - Paternò; Santa Maria di Licodia
- mandamento XI di Scordia
  - Scordia
- mandamento XII di Tre Castagne
  - Pedara; Tre Castagne; Viagrande; Zaffarana Etnea